# 太平洋労働組合書記局
太平洋労働組合書記局(たいへいようろうどうくみあいしょききょく)は、プロフィンテルン(赤色労働組合インターナショナル、RILU)のアジア太平洋支部である。
書記局の機関紙は「Pan-Pacific Worker」(日本語版は「太平洋労働者」)であった。
日本語では、汎太平洋労働組合書記局や太平洋職業同盟書記局とも書かれる。中国語では、「太平洋職工秘書處」、「太平洋工會秘書處」、「泛太平洋產業同盟秘書處」、「泛太平洋產業同盟上海辦事處」、「太平洋工会秘书处」などとも書かれる。

## 歴史
1927年5月の漢口の会議において設立された。会議は書記局の本部を上海に設定した。創立大会への労働組合参加者は、ソ連、フランス、中国、オーストラリア、日本、韓国、フィリピン、イギリス及びインドネシアより来た。
書記局の最初の首脳は、アメリカのアメリカ共産党のメンバーであり、後に党首となるアール・ブラウダーであった。最初のメンバーは、彼の義理の兄弟であるハリソン・ジョージであった。
1929年には鬼頭銀一（後のゾルゲ事件で知られる）がアメリカ共産党日本部を復活させ、この太平洋労働組合書記局に参加した。
同1929年、太平洋労働組合書記局が上海からウラジオストクへと移設された。本部はウラジオストク十月二十五日街労働宮殿内に設置された。下部組織には「極東労働運動講習所」と「国際海員クラブ」が存在した。日本人は浦潮日本革命者団に所属していた。
1931年6月、太平洋労働組合書記局書記員のイレール・ヌーランが上海で逮捕され、上海拠点が崩壊する。これによって日本では非常時共産党が誕生し、翌1932年には赤色ギャング事件が起きた。
大粛清が本格化する前の1934年、熊谷大信が国外追放され、熊谷大信が日本の官憲側に太平洋労働組合書記局の情報を提供した。
1935年、コミンテルンは第7回コミンテルン世界大会を開き、日本への工作のためとして従来の中国共産党を通す形から中国共産党を通さない形へと変更することを決め、太平洋労働組合書記局内にコミンテルン満州部を設置した。

## 浦潮日本革命者団
1934年の熊谷大信の取り調べ資料によれば浦潮日本革命者団には以下が所属していたとされる:
- 竹中（太平洋労働組合書記局日本部主任）
- 鶴岡（国際海員クラブ日本部）
- 石田（大澤春三[9][7]; 国際海員クラブ日本部 通訳）
- 福田時雄（中村善太郎[10]; 国際海員クラブ日本部）
- 岡本仁行（平松仁行[9][11][7]; 職業同盟批評評議会）
- 山口（職業同盟批評評議会）
- 河合（職業同盟批評評議会）
- 花井（職業同盟批評評議会）
- 阿部毅（東洋大学教師）
- 山田（間幸義[7]; 職業同盟評議会）
- 富川敬三（利根川[12]; 東洋大学教師）
- 中西（コミンテルン派遣代表）
- 正兼菊太（軍需工場）
- 熊谷大信（井上哲[8]）

## 関連項目

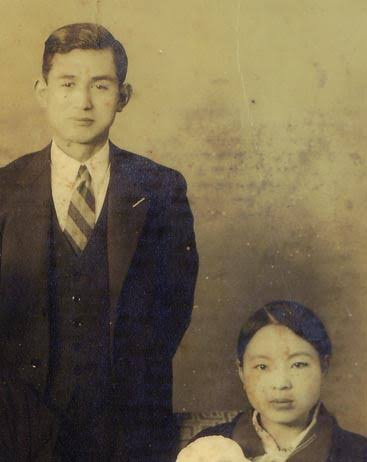
鬼頭銀一と三橋なみ（妻）